# Басня
Баснята е кратко литературно епическо произведение с изобличително и поучително съдържание и назидателен характер.
В преносен смисъл „басня“ означава лъжа, измислица. Доколкото в нея е застъпен елемент на реализъм може да се представи и като виц.

## Баснята, като литературно произведение
Баснята представлява най-често кратка история с добавено пояснение на основната й идея. Често тя е със сатиричен характер, осмиваща недостатъците или изтъкваща добродетелите на хората, представени обикновено, чрез образи на животни, по-рядко - на растения или предмети, понякога - на божества, а в други случаи, чрез изобразяване на отделен човешки образ или на някаква група от хора или от хора и други обекти се постига по общо представяне на някаква категория или взаимоотношения. 
Баснята се среща в прозаична или в стихотворна форма. Особености на този литературен вид са кратко изложение; липса на подробности; изтъкване на най-съществените белези при характеристиката на образите; бързо развитие и ярък завършек на действието; сатирична насоченост; нравоучение.
Състои се от 2 части: основна част, наречена случка или повествование, и кратко нравоучително заключение – поука. Най-често поуката е в края на баснята, предхождана от иносказателното и нравоучително съдържание на случката. По-рядко изводът може да е в началото на произведението. В някои басни нравоучението не се изказва отделно, а се подразбира от съдържанието на разказа.
Често басните се пишат в диалогична форма, спомагаща за индивидуализацията на героите чрез речта им (в баснята със способността да говорят, да се изразяват и да се разбират помежду си, или да бъдат разбирани от читателя, са надарени най-честно всички участници в действието), както и за засилване на драматичния елемент. Чрез техните образи обикновено се представят в хумористична или сатирична светлина човешки черти и нрави, обществени и лични недостатъци. Широко се използва и олицетворението.

## Автори на басни
Баснята възниква в народното творчество от приказките за животни. Вместо забавния елемент се развива нравоучението, подчертан характер придобива алегорията. Така тя става близка по своите особености до аполога и до притчата.
Сред най-прочутите автори на басни в световната литература са Езоп в Древна Гърция, от чието име идва изразът "Езопови басни", Федър - в Древен Рим, Леонардо да Винчи - Ренесансова Италия и Жан дьо Лафонтен („Гарванът и лисицата“, „Вълкът и агнето“, „Кучето и кокалът“) - Франция.  Други известни баснописци са Игнаци Красицки и Иван Крилов.
От времето на Лафонтен за баснята се създава особен свободен стих в ямбов размер с различен брой стъпки в отделните стихове, който най-често се използва и сега (20-21. век).
В българската литература известни автори на басни са Стоян Михайловски и Радой Ралин. Петко Славейков е майстор на баснята в характерната епиграмна форма. През 1852 година издава 140 Езопови и други басни. Славейков развива този литературен жанр, основавайки се на българския фолклор.
- Езоп от Веласкес
- Валмики
- Жан дьо Лафонтен
- Джон Гей
- Готхолд Ефраим Лесинг
- Игнац Красицки
- Доситей Обрадович
- Феликс Мария Саманиего
- Томас Ириарте
- Жан-Пиер Клари́ де Флориа́н
- Иван Крилов
- Амброуз Биърс
- Владислав Реймонт
- Феликс Залтен
- Джеймс Търбер
- Джордж Оруел